# Clorur de iode
El clorur de iode o monoclorur de iode, de fórmula {\displaystyle {\ce {ICl}}}, és un compost interhalogenat format mitjançant la combinació de iode i clor i que forma dues estructures cristal·lines diferenciades.

## Síntesi
El clorur de iode se sintetitza mitjançant la combinació estequiomètrica de clor i iode:
{\displaystyle {\ce {Cl2 + I2 -> 2 I Cl}}}
El que s'obté és un líquid de color fosc per sobre de 27 °C i per sota de 27 °C presenta cristalls rojencs. Aquest solidifica poc després d'enfredar-se.
L'entalpia de formació del {\displaystyle {\ce {ICl}}} és de 17,5 KJ/mol sent una de les majors dels compostos interhalogenats, únicament superada pel bromur de iode (40,5 KJ/mol).

## Usos
El {\displaystyle {\ce {ICl}}} és un reactiu emprat en la síntesi orgànica de diferents compostos. Pot ser emprat en la síntesi de compostos aromàtics iodats.
També pot emprar-se en l'addició de clor i iode a alquens mitjançant una doble addició:
{\displaystyle {\ce {RCH=CHR' + ICl -> RCH(I)-CH(Cl)R'}}}.
El clorur de iode també és emprat per a la preparació del reactiu de Wijs per a la determinació de l'índex de iode que quantifica el grau d'instauració de compostos orgànics que contenen enllaços diénics i triénics, com per exemple diferents olis com l'oli d'oliva o altres substàncies agroalimentàries que contenen greixos tals com a margarines o llards.
Té propietats decolorants, no torna blau el paper de midó, es dissol en l'àcid clorhídric i per l'acció de l'aigua es descompon donant una mescla d'àcids iòdic i clorhídric, precipitant iode:
{\displaystyle {\ce {5ICl + 3H2O -> HIO3 + 5HCl + 4I}}}.
El clorur de iode manca d'aplicacions industrials.

## Polimorfs
El clorur de iode presenta dos polimorfs. L'{\displaystyle {\ce {\alpha-ICl}}} cristal·litza de forma cuticular amb cristalls negres de temperatura de fusió a 27 °C. La forma {\displaystyle {\ce {\beta-ICl}}} presenta cristalls més lenticulars amb temperatura de fusió a 14 °C. L'estructura cristal·lina de tots dos polimorfs consisteix en molècules que formen cadenes disposades en forma de zig-zag.